# Metrobius
Metrobius (en grec ancien : Μητρόβιος), né dans la seconde moitié du iie siècle av. J.-C.. et mort après 78 av. J.-C., est un acteur de théâtre antique de l'époque de la République romaine, ami intime de Sylla. Il est évoqué dans les Vies parallèles de Plutarque qui réprouve sa proximité avec le général romain[Qui ?].

## Biographie
Ses origines ne sont pas connues. Il joue dans des pièces de théâtre sous la République romaine et interprète exclusivement des rôles féminins.
C'est pendant de longues années un ami proche de Sylla et il participe à ses banquets et orgies. Lorsque Sylla épouse à cinquante-huit ans la belle et jeune Valeria Messala, il passe son temps en compagnie d'acteurs et de Metrobius. 
« Cependant, ayant installé Valeria dans sa maison, il ne refusait pas la compagnie d'acteurs et de citharistes. Dès le petit matin, il buvait avec eux, allongé sur les lits. Après tout, qui à cette époque avait pouvoir sur lui ? Tout d'abord, l'acteur comique Roscius, le premier mime Soricus et représentant les femmes sur scène Metrobius, que Sylla, ouvertement, a aimé jusqu'à la fin de ses jours, bien qu'il ait vieilli. »
Après la mort de Sylla, son ami et protecteur, le destin de Metrobius n'est pas connu.

## Dans la littérature
Dans le roman de Raffaello Giovagnoli, Spartacus, Metrobius est figuré comme un ivrogne flatteur et dénonciateur. Sur ordre de la courtisane grecque Eutibide, qu'il flatte, il espionne Valeria et Spartacus, mais en même temps dissuade Eutibide d'écrire une lettre à Sylla et part plus tard à la poursuite du messager d'Eutibide. À la mort de Sylla, il pleure la disparition d'un véritable ami. Quatre ans plus tard, il surprend une conspiration de gladiateurs alors qu'il est ivre dans un bosquet et va informer les consuls, après l'avoir dit à César, qu'il flatte dans ses conversations. Il est tué par un ami de Spartacus, Artorix, qui l'a entendu parler de la dénonciation, craignant pour sa vie. Metrobius avait flatté Artorix et l'avait invité à boire, voulant l'attirer dans un piège. Artorix jette donc Metrobius, qui a encore un poignard enfoncé dans la poitrine et qui n'est pas encore mort, dans le Tibre.

## Voir
- Vies parallèles de Plutarque